# Halo-Orbit

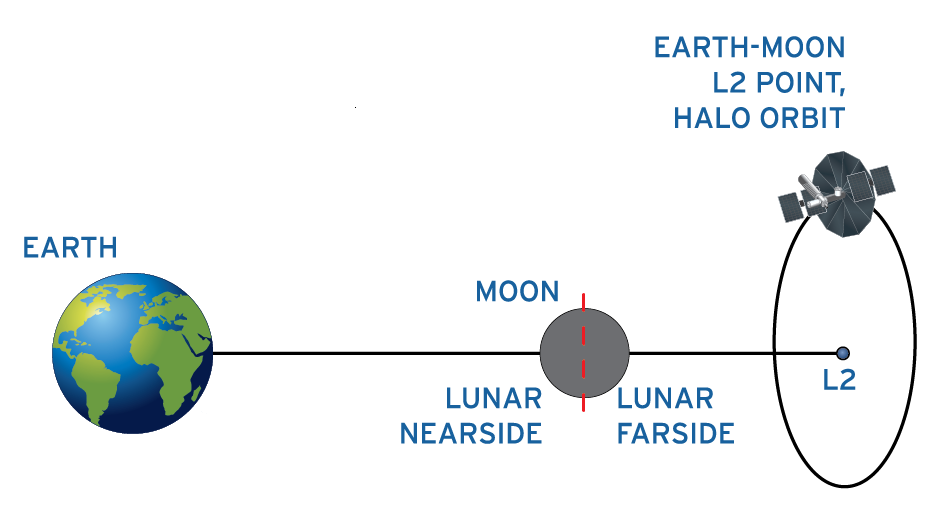
Halo-Orbit um den Lagrange-Punkt L2 des Erde-Mond-Systems

Ein Halo-Orbit ist in einem Dreikörpersystem eine Umlaufbahn um einen der instabilen Lagrange-Punkte L1 bis L3, die – im Gegensatz zu einem Lissajous-Orbit – annähernd periodisch ist. Dabei wird der Lagrange-Punkt zumeist in einer Bahn außerhalb der Bahnebene umkreist, die Bahnen sind also nicht komplanar. Das Objekt umläuft den Lagrange-Punkt daher im Laufe der Zeit auf vielen leicht verschiedenen Bahnen. Diese Sphäre, der Halo, gibt dem Orbit seinen Namen. Da die Bahn nicht stabil ist, sind regelmäßige Korrekturmanöver erforderlich.
Um die stabilen Lagrange-Punkte L4 und L5 können Objekte auch vollständig ohne Antrieb in einem Halo- oder Lissajous-Orbit verbleiben.
Die Bezeichnung Halo-Orbit geht zurück auf Robert W. Farquhar, der 1966 anregte, einen Relaissatelliten in einer Bahn um den L2-Punkt des Erde-Mond-Systems zu platzieren, um auf diese Weise auch auf der Rückseite des Mondes Funkkontakt mit Apollo-Raumschiffen zu ermöglichen. Diese Pläne wurden allerdings nicht umgesetzt.
Die erste Mission auf einem Halo-Orbit war der 1978 gestartete ISEE-3. In den 1980er Jahren zeigte Kathleen Howell, eine Professorin an der Purdue University in Indiana, USA, dass sich die analytischen Betrachtungen Farquhars numerisch verbessern ließen. In der Folge wurden zahlreiche weitere Missionen in Halo-Orbits stationiert, z. B.
- Sonnenobservatorium SOHO (1995, um L1 Erde-Sonne),
- Genesis (2001, um L1 Erde-Sonne),
- Herschel (2009, um L2 Erde-Sonne),
- Queqiao (2018, L2 Erde-Mond[3]),
- Spektr-RG (2019, L2 Erde-Sonne),
- James-Webb-Weltraumteleskop (2022, L2 Erde-Sonne)

Für die geplante Raumstation Lunar Orbital Platform-Gateway ist Halo-Orbit um den Mond vorgesehen. Die Navigation in diesem Orbit wird seit 2022 bereits mit dem Satelliten Capstone erprobt.